# Franciszek Mróz
Franciszek Mróz ps. „Żółw”, „Bóbr”, „Dziadek”, „Halniak” (ur. 10 grudnia 1910 w Skrzynce, zm. 25 czerwca 1951 w Krakowie) – uczestnik kampanii wrześniowej, żołnierz partyzantki antyhitlerowskiej i antykomunistycznej.

## Lata międzywojenne
Mieszkał w Skrzynce, prowadząc niewielkie gospodarstwo rolne razem ze swoją matką. Ukończył 4 klasy szkoły powszechnej, ale zdolności i samokształcenie pozwoliły mu zdobyć wiedzę przewyższającą formalne wykształcenie. W latach 1932–1933 odbył służbę wojskową w 26 pułku piechoty we Lwowie. We Lwowie chodził do teatrów i oper, co zaowocowało, po powrocie do domu, zorganizowaniem chóru i amatorskiego teatru w rodzinnej Skrzynce. Jako pierwszy w okolicy założył winnicę, sprowadzając mrozoodporne sadzonki ze Szwecji.

## 1939-1945
Walczył w czasie kampanii wrześniowej w stopniu plutonowego. Po powrocie do rodzinnej wsi rozpoczął działalność konspiracyjną, gromadząc broń i amunicję. W 1943 zorganizował jeden z pierwszych oddziałów dywersyjnych na ziemi myślenickiej, wchodzący w skład AK. W 1944 oddział partyzancki „Żółw”, obok dziesięciu innych oddziałów, wchodził w skład myślenickiego obwodu AK o kryptonimie „Murawa”. Oddział przeważnie kwaterował na terenie Skrzynki lub Kędzierzynki.
W czasie okupacji Mróz organizował pomoc dla kilku rodzin żydowskich i uciekinierów z niemieckiej niewoli (głównie Rosjan).

## 1946-1950
Po zakończeniu działań wojennych ujawnił się. Został za działalność konspiracyjną awansowany do stopnia chorążego oraz odznaczony Krzyżem Walecznych. Zagrożony aresztowaniem postanowił ukrywać się. W lecie 1946 zorganizował oddział Zrzeszenia Wolność i Niezawisłość, podporządkowany Józefowi Kurasiowi Ogniowi. Na skutek aresztowań pod koniec 1946 i ujawnień w ramach amnestii 1947 roku oddział przestał istnieć. Mróz ukrywał się na własną rękę, po czym w październiku 1947 skontaktował się z por. Józefem Miką z pobliskiego Gruszowa. Razem z Tadeuszem Lenartem oraz Emilem Przeciszewskim stworzyli czteroosobowy oddział partyzancki. Mimo usilnych starań miejscowych oddziałów KBW, UB, ORMO i MO oddział utrzymał się w terenie do 1950. Wprowadzenie do grupy agenta, podającego się za łącznika z Zachodem, pozwoliło UB przeprowadzić w październiku 1950 operację, w wyniku której Mróz i Józef Mika zostali aresztowani, a Przeciszewski z Lenartem zginęli w walce. Agentem wprowadzonym do grupy był Marian Strużyński vel Reniak, który wydał później swoje wspomnienia z tej akcji („Człowiek stamtąd”), przedstawiając, zgodnie z wytycznymi komunistycznej propagandy, partyzantów jako pospolitych bandytów.

## Proces i egzekucja
Po aresztowaniu Mróz poddawany był torturom. W trakcie procesu sędzia Wojskowego Sądu Rejonowego w Krakowie nie zezwolił na przesłuchanie 18 świadków wezwanych przez obrońcę, m.in. rodzin żydowskich oraz sowieckich żołnierzy, uciekinierów z niemieckiej niewoli ukrywanych w czasie wojny przez Mroza. Sądzony był razem z Józefem Miką, wyrok w ich sprawie zapadł 12 maja 1951. Obydwaj zostali skazani na karę śmierci i rozstrzelani w Więzieniu Montelupich w Krakowie 25 czerwca 1951. Pochowano ich w jednym grobie na Cmentarzu wojskowym przy ul. Prandoty w Krakowie (kw. LXXXIV-2-20).

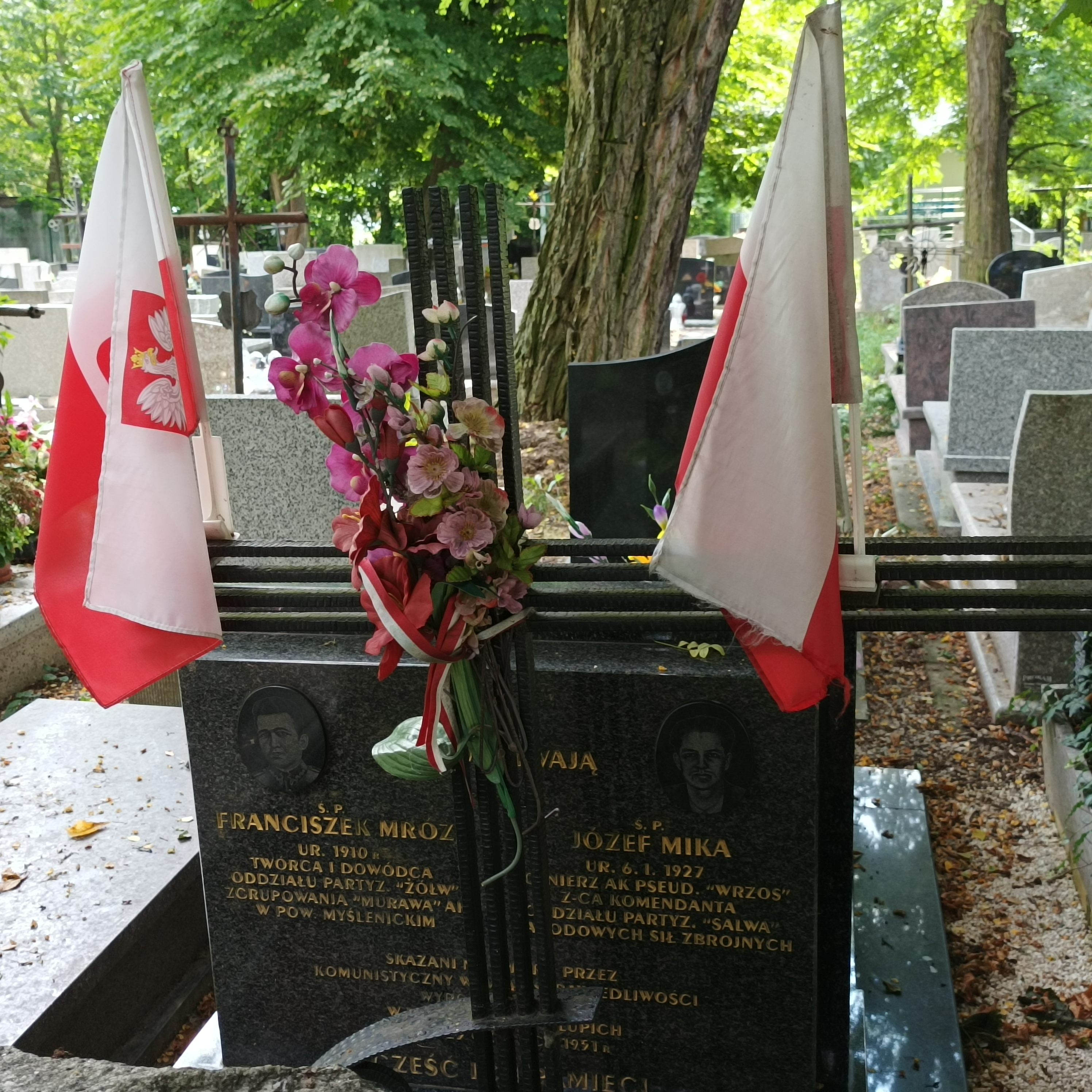
Grób Franciszka Mroza i Józefa Miki na cmentarzu przy ul. Prandoty